# Batunadua Julu
Batunadua Julu is een bestuurslaag in het regentschap Padang Sidempuan van de provincie Noord-Sumatra, Indonesië. Batunadua Julu telt 1628 inwoners (volkstelling 2010).